# 天空の覇者Z
『天空の覇者Z』（てんくうのはしゃツェット）は、宇野比呂士による日本の漫画作品。

## 概要
1997年1月より『『マガジンSPECIAL』に連載開始し、2002年8月に完結した。単行本全16巻。
第一次世界大戦後の世界を舞台に、ナチスドイツの建造した世界最強の艦『Kaiser Zeppelin』、通称Zに乗り込んだ主人公たちの活躍を描く空想科学冒険マンガ。同じ作者による『キャプテンキッド』と関係を持つ登場人物が登場する。

## あらすじ
プロローグ
1908年、シベリアに飛来した隕石の巨大爆発……。それを目撃したのは、若き日のアドルフ・ヒットラーという画家を目指す美形の青年であった。
序盤
それから25年後、1933年早春・巴里。最高速500キロのフライングサーカス飛行機「天翔馬号」を駆る竜崎天馬は、スリルとスピードを愛し、冒険を求める快男児であった。メンテナンス担当でメカニックの天才技術者のウェルと共に、天翔馬号で天空の彼方を目指していた。
ある日、公演のために訪れたベルリンで天馬は、偶然に出会った高級娼婦アンジェリーナに一目ぼれしてしまう。しかし、彼女は将校に咬みつかれたが「獣性細胞」が発症しないことから「希少種」とされ、秘密警察ゲシュタポに追われる身であった。
彼女を連れて逃亡することになった天馬は、ドイツの若き撃墜王 レッド・バロンとの空中戦の末、スイスとの国境に位置するボーデン湖に不時着する。その湖に建造された工場施設で、天馬たちは世界最強を目指して開発された『超弩級空中戦艦Z』を目撃したため、ドイツ軍に拘束されてしまう。
そこから脱走した天馬たちは、反ナチス同盟Zをまとめあげる指導者・ネモ艦長率いるZに搭乗して、ナチスに反抗作戦を展開していくZに協力することになる。ヒットラー率いるナチス軍はアンジェリーナと空中戦間Zを奪還しようとし、Zは執拗に追われることになり、獣性細胞により変異を遂げた「生物兵器」や、空中戦艦Zに匹敵する脅威を秘めた「超兵器」相手に激戦を繰り広げていく。
やがて天馬たちは、欧州から中央アジア、日本、そしてシベリアから北極圏を巡る、世界を半周する冒険の旅路の果てに、世界を巻き込む「運命」と「因果」を左右する戦いへと直面していくのであった。
中盤
アルプス山脈を越えようとした空中戦艦Zは、秘剣ブーメランソードの使い手・J・ローズブローク率いる「空賊・タイガー軍団」に襲撃される。天馬の腕に惚れたJは、Zに乗りこんで以降は天馬のライバルにして最高の相棒となる。
空中戦艦Zを確保するため、ネモと並び称される知将エーリッヒ・フォン・クブリック提督が艦長を務める『超巨人機G』、Zを鹵獲しようと神経ガスを流し込んでくる。天馬がガス導管を切断し、ネモの操船によってGを撃退して窮地を脱する。
イタリアに到着したZは、Zの補給と修理のため、難攻不落の要塞に天馬ら4人が潜入する。だが、そこにはZの動力源であるT鉱はなく、ネモの作戦どおり運び出され、ネモはT鉱奪取に成功する。ウェルによって改修されたネオZは、女性将校ベイルマン率いる新たなる超兵器、『聖なる道（ヴィア・サクラ）』との激しい戦闘を制する。
だが、「聖なる道」との戦闘途中に、ヒットラーに命じられた暗殺者 ドッペルがZ艦内に潜り込む。動く獣性細胞の粘菌 ジェネシスによってZのクルー達は大勢が犠牲になり、ドッペルはZ艦内のクルーに変身して指揮系統をズタズタにし、機器を破壊して大混乱に陥れる。だが、粘菌が冷気に弱いという性質や、ドッペルの隠されたルールを見抜いて撃退することに成功する。
ツングースへ向かうべくカラクーム砂漠を横断するZに、100機以上の戦闘機を従え、T鉱探知装置と反重力砲を2門持つ超巨人機G『ゴグマゴグ』が電撃奇襲作戦で挑んでくる。さらに、「レッド・バロン」ことリヒトホーフェンが率いるヴァルキュリア戦隊「死の翼」の戦闘機が、天馬たちに襲い掛かる。
レッドバロンとの戦闘中、天馬は「最初に扉を開けし者」によって日本での過去を見せられ、ヒトラーの因果を破るために「因果律の王」になるよう勧められるが、これを拒否。流星の剣を折られたものの、力を増したヒットラーとの闘いをも制して、現実世界へと戻る。
終盤
折れた「流星の剣」を修繕するため、天馬はJ・アンジェリーナ達と共に日本に戻る。だが、刀鍛冶の居場所を知るはずの天馬の師匠の娘・華奈は記憶を失っていた。ヴァルキュリア戦隊の2名が天馬たちを襲ったことをキッカケに、アンジェリーナの獣鬼化現象が起こり、日本海軍の将校・西郷志郎に精製T鉱を奪われてしまうが、横須賀基地に潜入して精製T鉱を取り戻す。
華奈の案内により霊峰富士へと向かった天馬たちは、石堂刀匠の命と華奈の血を対価にして、「流星の剣」は復活を遂げる。そこに日本軍の追撃隊とΥ計画の下に開発された『超弩級飛行戦艦 大和』が現れるが、新たに改修されたネオZが現れ、圧倒的な新装備をもって大和を撃破するのであった。

## 登場人物

### 主人公たち
竜崎天馬
ペッパー飛行曲芸団のエースである、17歳の日本人パイロット。赤ん坊の頃から日本は北辰一刀流「玄武館」にて、当代の「館長」だった千葉周太郎に娘の華奈子共々育てられ、その人生の大半を北辰一刀流を学ぶことに費やしてきた。17歳の誕生日に周太郎から「北辰一刀流」の正統の証である日本刀「陸奥守流星之剣（流星の剣）」を受け継ぎそれ以降携帯している。なぜ日本を飛び出しヨーロッパに流れ着いたのかは知る者がいない。
飛行技術は、本編開始の数ヶ月前に流星の剣だけを携えて、身一つでヨーロッパに流れ着きペッパー飛行曲芸団に雑用として拾われた後に、団の隊長から遊び混じりで仕込まれてメキメキと練達したもので、第一話の段階でフランス空軍の三大エースを手玉にとるほどの腕前を一年もたたずに習得している。操縦技術に天性の才能を持つまぎれもない本物の天才パイロット。超高速飛行機「天翔馬号」シリーズのパイロットである。劇中初登場時は、将来ウェルと共に「月」に行くことが夢である。
アンジェリーナ
パリで、「ベルリンの夜の天使」と呼ばれる娼婦で、本作のヒロイン。一晩1000マルクという超高級娼婦だったが、獣性細胞保有者であった秘密警察ゲシュタポの獣人将校に咬みつかれて獣性細胞に感染し24時間経過してもまったくの無反応であったことから、ナチスから「希少種」として追われる事になる。偶々その直前に彼女に一目惚れしていた天馬が、アンジェリーナを守る為にゲシュタポと戦い、それにウェルが同行した事によって、三人はナチスとの戦いの運命に足を踏み入れる事となった。
獣性細胞によって「獣鬼化現象」が起こるようになり、時を加速させる能力によって髪や爪が数倍に伸びるだけでなく、老化も早く訪れることが判明する。そしてその能力は、時を遡る能力を持つヒトラーに対抗しうることも判明するが、天馬と別れてヒトラーと共に行動を共にすることになる。
物語の終幕において、ロマノフ王家の血を引く者であり、革命が起こった際に「ロマノフ家の秘宝のペンダント」を持たされて、母親と共に逃がされていたことが判明する。その際に母親が死亡して、記憶を失ってしまい教会の孤児院に入れられていた。
エピローグにおいて、新たなる「因果の輪」が紡ぐ歴史を見守る役目を引き継ぐ「運命の女」として、人々が新たなる運命を生きる中で、前の運命の記憶を持ちながら生き続けることになる。天馬には会わずに去る予定であったが、ソ連秘密警察に拘束されたところを天馬に助けられた所で、物語は終わりを告げる。
J・ローズブローク
アルプスで無法者達を束ね「空賊・タイガー軍団」を営んでいた、若き空賊のボスにして秘剣ブーメランソードの使い手、そしてZに乗りこんで以降は天馬の戦闘面でのライバルにして最高の相棒。性格は友情に篤く責任感が強い。根っからの硬派であるが、血のつながらないルーという弟がおり、目下・年下の者への面倒見などは良い。
使う剣は束に刃を咥えこむような髑髏の意匠が施され、刀身がブーメラン状となっている、ククリに似た独特のデザインをしたブーメランソード一本で、普段は腰の後ろに吊るしている。野性的な勘と身のこなしから繰り出される、全くの我流剣法&我流のブーメラン投法だが、型にとらわれないその奔放な剣筋は、天馬に匹敵するほどに強い。
当初はZのアルプス越えを襲撃したが、ナチスに人質に取られていた仲間を救う交換条件だった。初戦から接近戦において北辰一刀流のサムライマスターである天馬と互角に渡り合い、有利な地形条件とはいえ一度は飛行機同士での追撃戦で、豪風の余り天馬も墜落するアルプスの難所「龍の顎」を楽々飛行する技量を見せる。
アンジェリーナをZから攫いナチスのスイスラボに引き渡すも、仲間達を既に投与されていた獣性細胞で皆殺しにされる。その直後、弟ルーにまで獣性細胞を二次感染させられ、ついに奮起。天馬と協力して、獣性細胞の侵食を治す手段を求めてスイスラボへと襲撃をかけ、アンジェリーナ達を奪還。その後Zとエリカ、そしてアンジェリーナの協力で弟ルーを獣性細胞感染から救い、その交換条件としてZのアルプス越えを引受ける。その過程で共に闘った天馬達に友誼を感じ、アルプス越えの直後からZにクルーとして乗り込む。
以降は天馬と共にZの白兵戦・空戦のエース二枚看板として、物語終盤まで戦い抜いた。しかし、ヒトラーとの戦闘において天馬を救うため、心臓を損傷してしまい死去する。
なお、作者の前作「キャプテンキッド」に、同じブーメランソードを「二刀（Jは一刀）」使う、彼の「大海賊だった爺さん」の若かりし頃の雄姿が、これまた「主人公の戦闘面での相棒にしてライバル」と言う立場で登場している。
ウェルナー・フォン・ブラウン
ペッパー飛行曲芸団のメンテナンス担当者にしてベルリン大学所属のメカニックの天才技術者。メガネと猫のようなヒゲがチャームポイントで、ウェルという愛称で呼ばれる。欧州に流れついた天馬にとっては、「ヨーロッパで出来た最初の友人」にして、技術面での相棒。ナチスに「未来から来た頭脳」と噂される程の技術者・設計者であり、初登場時はZ砲の発射が上手くいかなかった欠陥を、完全改修する事で見事克服し、その功績を持ってZ艦長補佐官に任命され、最終話までZの担当メカニック兼設計者として活躍する。
名前のモチーフは実在のロケット工学者ウェルナー・フォン・ブラウンから。

### Z関係者
ネモ（エーリッヒ・ハルトマン大佐）
反ナチス同盟Zをまとめあげる指導者にしてZの艦長であり、切れ者の指揮官。第一次世界大戦における英雄。戦時中に率いた中隊からは、カリスマと戦術眼の高さによって、彼以外一人の死者も出なかった。T鉱軍事技術を悪魔の兵器であるとして、仲間たちと共に「反ナチス同盟Z」を結成。Zを奪取して、T鉱軍事技術を開発し実戦投入するナチスと徹底抗戦することを誓う。反乱決行の際に、すべての経歴・名声、さらには名前さえを捨て、誰でもない男「ネモ」と名乗るようになる。
実は第一次大戦でギヌメールとの最後の空戦の結果として撃墜され死んで以降、ヒトラーの獣性細胞を寄生されて無理やり生かされている「死体」。よって、アンジェリーナの血液から採れる獣性細胞血清による治療も効かない。獣性細胞が暴走すると、主に左目の付近から獣性細胞が増殖しあふれだす。
名前のモチーフはドイツ軍パイロットエーリッヒ・ハルトマンであるが、史実では1933年時点でまだ11歳である。
インゲ・ベイルマン
もとZ計画の責任者であり、後に反ナチス同盟Z二代目指導者にして艦長を襲名するという異色の経歴を持つ女性艦長。当初からヒトラーに心酔する敵方として登場し、Z反乱時には敵方の総大将として、ヴィア・サクラ戦では相手艦長としてZを追い詰めた。Z反乱時は顔に大やけどを負うも、その後傷をヒトラーに治癒される。
対ヴィア・サクラ戦の後は捕虜としてZに収監。その過程で視神経に傷を負い、視力が極端に落ちる。しかしヒトラーに女として心酔し、ナチスの不利な情報は決して漏らそうとしなかった。敵対時にはヒトラーが求めるアンジェリーナを嫉妬から度々抹殺せんと企み、また二度も大きな失敗を重ねた結果、ヒトラーに見限られてドッペルの抹殺対象となってしまう。それでも、頑なにヒトラーへの忠誠を誓っていたが、GOGMAGOG戦でのドサクサにまぎれてネモを襲撃した時、Gの艦長であるクブリックから「ヒトラーに完全に見捨てられており、たとえネモを殺した所でヒトラーの歓心は戻らない」という事実を突きつけられ一度逆上して以降、憑き物が落ちたように狂気が消え協力的になる。
その後、ネモに士官として採用されてカラクーム～日本とZで戦い抜き、シベリア・マンモスの墓場から地底空洞世界へと入る。地底空洞世界での初めての戦闘で自らの衰えを自覚したネモから「次期艦長」として内々に打診され、思わず相手の正気を疑うも、その直後Zに侵入したヒトラーにネモと共に相対。その後の戦いの中でヒトラーと決定的に決別。いつの間にか芽生えていたJへの愛を自覚するようになり、彼と愛し合うようになった。ヒトラーの手にかかり倒れたネモに変わり、Zの艦長を引き継ぎ、ヒトラーを相手に反ナチス同盟Zの指導者として、ある悲劇を体験しながらもそれを乗り越え、最終決戦までを戦い抜く。
深い愛情と強い意思、優れた戦略眼と統率力を持つ希代の女傑。序盤の失態はヒトラーへの強すぎる思慕が原因であり、ネモが見抜いたとおり元来は非常に優秀な軍人。
ヴォルフガング・ペーターゼン
通称「おっちゃん」。ナチス時代の階級は伍長。ナチスに捕まりあわや殺されかける天馬とウェルを助けた大柄の軍人。実は反ナチス同盟Zの初期メンバーで、Z奪取における陽動の捨て駒としての役割を果たすために天馬とウェルを利用する為に助け、ナチスの目をこちらに向ける為に共に闘っていた。天馬の裏表のない人柄に触れてそれを思わず自分から告白して以降、「陽動をこなし、そして自分達も生き残る」事を目標にした天馬と共に希望を思い出して生き伸びZへと到達する。しかしその直後固定クローに捕まったZを飛行可能とする為、何よりも天馬達を生かすために、単身クロー操作室へと突撃し、帰らぬ人となる。
後にナチスによって遺体を回収されて、機械と融合した獣性細胞移植者として改造され、ヴィア・サクラに搭乗するベイルマンの護衛として天馬達と戦わされ、その戦いの最中ヴィア・サクラの自爆に巻き込まれて今度こそその生に幕を下ろす。
ジョルジォ・ギヌメール
天馬のPフライングサーカス時代からの師匠であり隊長。元フランス空軍大尉であり、前大戦ではネモを相手に戦いを繰り広げた戦闘機のエースパイロット。その腕は天馬と共にZに乗り込んだ後も衰えることはなく、天馬の助太刀として協力し、そのまま成り行きでZに乗り込んだ後は、主に戦闘面でネモを補佐しZ飛行機部隊のリーダーとして戦場で直接の指揮を取る。天馬にとっては欧州に身一つで流れ着いた自分を拾ってくれた恩人であり、飛行術を教えてくれた導き手として尊敬する存在でもある。
エリカ・リヒトホーフェン
獣性細胞の研究者としてスイスのラボに赴任していたリヒトホーフェン家の令嬢で、レッドバロンの妹。赴任した先のスイスラボにおける獣性細胞の人体実験に嫌気がさしており、紆余曲折の末に反ナチス同盟Zに加わり、Zの医者兼看護婦となる。Zでの生活の中でウェルに惹かれる。
キリアン
天馬に憧れる14歳の新米Z航空兵。カラクーム砂漠編より天馬の率いる航空隊の部下として登場し、その後の日本編で流星の剣を修復する為に日本へと一時帰還した天馬達に同行する。その旅の過程で天馬に北辰一刀流の基礎を学んだ。
実はヴァルキュリア戦隊のマルセイユと幼少のころに生き別れた双子の関係で、マルセイユのゲシュタルトの予知に反応して、それを覆すことができる。彼にもゲシュタルトが知覚できているかどうかは不明。その後も航空兵として順調に成長し、最終決戦では天馬のフォローをしてマルセイユに特攻。見事にヴァルキュリア戦隊の一角を押しとどめる。
ハンス・ギュンター
Zの副長、同盟結成から最終決戦までZの副長を勤め上げた。
ヨハン
Zクルー、Zの一般兵員として最初に天馬達にZの中を案内した。最終決戦直前に視力を取り戻したベイルマンに声をかけられ、その回復をクルーとして喜んだ。

### ナチス関係者
アドルフ・ヒトラー
ナチスの黒幕にして歴史上最初に獣性細胞に感染した「獣性細胞の王」。ナチスの指導者として用意したちょび髭の“影”の裏で、ナチスを操作する「真のアドルフ・ヒトラー」。主人公たちにとって、最大の敵として登場する。金髪碧眼の美青年。数々の超常の力と再生能力を誇り、高いカリスマ性を持ち、最終的に空間や時間すらもその手に掌握し自在に操る。
その行動の目的は、獣性細胞兵器ジェネシスと純獣性細胞を用いて、己の意思に染まった獣性細胞を世界規模でばら撒き、全ての生命体に大感染させる事で、世界の生命全てを意思ごと己の元に統合し、貧富も老いも若きも生も死も無くす事だった。
マンフレット・フォン・リヒトホーフェン
「大空の騎士」の二つ名を持つドイツ軍の若きエースパイロット。主人公たちにとって、戦闘機戦における最大のライバルとして登場する。深紅の三葉機を駆ることから、「レッド・バロン」と呼ばれている。得意技である「リヒトホーフェン・ターン」は、別名「ファントム・ターン」とも呼ばれ、照星に捉えたバロン機が幻のように消えて、次の瞬間には後ろについている神業である。丸腰の相手は撃たない、ネモたちの反乱を密告しないなど、騎士道精神を併せもつ人格者。実は当初は反ナチス同盟Zのメンバーとなるはずだったが、リヒトホーフェン家の長男として家を捨てる事が出来ず、反乱には加わらなかった（ネモ達は彼が抜けた事によってできた穴を天馬で埋めた）。クブリックの親友でありエリカの兄でもある。幼少の頃エリカを庇い馬に轢かれた後、感情と痛み・髪の色を喪失してしまう。後にヒトラーの「半身」となり、獣性細胞を心臓と交換する形で分け与えられ、心臓の脈動を数十倍に加速して自らの生体感覚時間を加速する事で、常人に数十倍する超高速での判断力と反応反射知覚を手に入れ「純血種」となる。また同時にヴァルキュリア戦隊の長となる。天馬との戦いを重ねて感情を徐々に取り戻し、最終決戦での天馬との正々堂々の戦いで、感情と髪の色を完全に取り戻して満足して逝く。
モデルとなった実際のマンフレート・フォン・リヒトホーフェンは、第一次世界大戦の帝政プロイセンの撃墜王である。
エーリッヒ・フォン・クブリック提督
超巨人機Gの艦長として登場する荒鷲と称えられる若き名将。しかし経験の差で僅かにネモに及ばず敗れる。その後、真のヒトラー総統により、ルフトバッフェの総司令官に任命され、新たなるG・GOGMAGOGを託される。マンフレットの幼少時代からの親友であり、エリカのフィアンセでもある。カラクームでのZとの戦いの後はマンフレット共々砂漠で遭難していたが、助けに来た筈のヴァルキュリア隊に逆に爆撃され、九死に一生を得る。その後ヒトラーに対して不信感を抱き、マンフレットと二人でユーラシア大陸を横断してツングース爆心地に到達し、偶々そこにあったヴァルキュリア隊の母艦に潜入。ZとMの戦いでZ逆転の一撃を叩きこんだ。
レニ・リーフェンシュタール
ヒトラーの侍医であり、ミュンハイムの悲劇で息子と夫を亡くした女医。ミュンハイムの悲劇に巻き込まれた過程で全身に重傷を負っており、ヒトラーの判断でまだ息のあった息子と夫の肉体、そして獣性細胞と機械を使って生命を存続させられた過去を持つ。よってヒトラーに対して強い憎しみを抱いており「ヒトラーが最高の絶頂から叩きおとされた絶望の中で彼を殺害する」ために憎しみを隠し時にヒトラーに協力して侍医として控えていた。Jのブーメランソードを叩きおとし、刃をたたき割るほどの高い運動能力と反射性能、膂力を持つ。
アンジェリーナを自分の娘と偽って懐柔し、土壇場でヒトラーを裏切って銃撃したが、レーベンスボルンの海に突き落としてしまった事でヒトラーの覚醒を招き、直後にヒトラーによって焼殺される。
名前の由来は実在の映画監督にして女優のレニ・リーフェンシュタール。
ヒトラーの“影”
ちょび髭の男、史実のヒトラーと同じ外見を持ち、ナチスの表で国民を指揮する「ヒトラー代わりとなる影武者」である。自らを「ヒトラーによって運命を狂わされた」男と称し、ヒトラーが重体に陥った隙を突いてレニと協力して指揮系統を己のものとし、ヴァルキュリア戦隊を左遷。その後も重体のヒトラーがいる筈の施設を襲撃してみたり、ツングースまで行った生身のヒトラーとレニをM号と艦載機まで持ちだして大人げなく襲撃したりするが、最終的に復活したヒトラーにM号と艦載機ごとボコボコに叩きのめされて、最終的にM号の部材と自分の肉体を空間加工で融合させられ、その後M号の部材から融合を解除、はるか上空に浮かぶM号から地上へと落下して墜落死する。なお、彼自身は能力が高いわけでも獣性細胞の移植等をされているわけでもない、いたって普通の人間である。また小市民的で俗的な所もある小物でもある。
ガーラント二等兵（将軍→大佐→少佐→軍曹→二等兵）
やられ役として、天馬たちの旅の先々に現れる将校。基本的に傲慢で無能で客観的視点から見ると組織にとって役立たずだが、自分の保身に関しては絶大な才能を発揮する。本作におけるコミックリリーフ役の一人。
本来、総統からZの指揮官に任命され「Z艦長」となる予定であった将来有望なエリート将校であったが、ルフトバッフェ壊滅の責任を取らされて、大佐に降格しスイスの実験所に左遷される。そこも天馬たちに襲撃され、少佐に降格しイタリアのデルピエロ島「要塞島」に左遷。そこも攻略されて、軍曹として便所掃除に回される。後にヴァルキュリア戦隊のお付きとして日本まで出向くも、そこでとうとう二等兵にまで降格される。
Zに関わるたびに作戦失敗し、基地や艦をボロボロにされて、そのたびごとに確実に死ぬような爆発や修羅場などにも巻き込まれてもいるが、それでも特に怪我を負う事もなく五体満足であり、その点では悪運が強い。
メンゲレ
スイスの獣性細胞研究機関で非人道的な実験を行っていた中年の医師でエリカの上司。ルーを救助するためにJにより拉致されるが、自身が暴走させた鉤十字騎士団に取り込まれあっけなく死亡する。
名前の由来はナチスで非人道的な生体実験を行っていたヨーゼフ・メンゲレ。

### 死の翼・ヴァルキュリア戦隊
ハインツ・キルシュナー
レッドバロンが配属されるまでの、ヴァルキュリア戦隊の長。残虐かつ傲慢。長身の隻眼の男。電光石火の鷹（ブリッツ・ファルケ）の二つ名を持つ「純血種」。自らつぶした隻眼にヒトラーから獣性細胞を賜り、そこから獣性細胞の触手を飛び出させる事で、地球規模の索敵を可能とする。作中では欧州から日本の戦隊メンバーを知覚し拾い上げ、そこから北極圏にいたヒトラーのもとへとたどり着いたり、付近の敵パイロットの温度発汗を感知する事で、彼らの現在位置はおろか心理状態すらも洞察する。
ゲルハルトと共にマンフレットとクブリックを始末し、レーベンスボルンに向かうも、実は生きていたマンフレットによりあっけなく始末される。
ゲルハルト・バルクホルン
寡黙かつ巨体。ガッチリとした体格のモヒカン。大空の重戦車（ルフト・パンツァー）の二つ名を持つ「純血種」。ヒトラーから賜った己の獣性細胞によって操縦かんから機体と同化させる奇跡の腕で、自らの機体に搭載された戦車と見紛う程の高火力大火力を精密かつ自在に操る。Z航空部隊のラズベリーサークルの中心点に精密に榴弾を叩きこみパニックに陥らせたり、複数の自機火力を操り正確に命中させたりする。
ハインツと組んでマンフレットとクブリックを始末したが、レーベンスボルンにおいて実は生きていたマンフレットに撃墜され死亡する。
クリステル・リップフェルト
美麗かつ肉感的なつり目の美女。戦場の薔薇の二つ名を持つ「純血種」。ヒトラーから賜った獣性細胞によって己にかかる「重力」から解き放たれ、四倍以上の高速度で動く事が出来る。この特性で自分にかかるGを無視した超高速での動作で急降下急上昇を繰り返し機体を操る事が可能となっている。生身での白兵戦ではバラの花のようなトゲが付いた鞭を二振り自在に操る。
レーベンスボルンではヒトラーの乗樹を撃墜から防ぐべく盾となって爆死した。
ハンス・ヨアヒム・マルセイユ
14歳の小柄で中性的な美少年。天翔ける星（シテルン・シュナッペ）の二つ名を持つ「純血種」。ヒトラーから賜った獣性細胞によって、相手の思考・身体から「青い影（ゲシュタルト）」として人の心の未来の動きを読み取り、映像として五秒後の未来を予知することが可能。これを使った100発100中の予測偏差射撃を得意とする。ただし対象は一人。生身では特別に造らせたダブルアクション銃「ワルサーP1マルセイユスペシャル」を使い、相手の動きを先読みして銃弾を叩きこむ。Zのキリアンとは生き別れの双子という関係。
レーベンスボルンにて天馬との空中戦に敗れ、ヒトラーを逃がすべく天馬を道連れにしようとしたが、キリアンの特攻により力及ばず散る。

### 獣人タイプ獣性細胞適合者
ゲシュタポ
本名不明、秘密警察ゲシュタポの人間（天馬曰く、ゲシュタポ野郎）。「蛇」の因子を取り込んだ獣性細胞を移植された獣人。腕を蛇と化し、鋼並の高度の鱗、弾丸の衝撃すら吸収緩和させる粘液でコーティングされ、牛すらも絞め殺すアナコンダの膂力を兼ね備えたそれを縦横無尽に振い、素早い鞭のように使って天馬とJに挑みかかる。
鉤十字騎士団
スイスの研究施設を護衛していたクロスボウ使いの12人。団長と副団長がメンゲレにより細胞覚醒剤を打たれて覚醒し、融合した。メンゲレを取り込んですさまじい生命力で暴れるも、Jと天馬の協力により敗れ去る。
エバンス・シュタイナー
ヒトラー親衛隊の中佐。「蜘蛛」の因子を取り込んだ獣性細胞を移植された獣人。指先から粘着力の強い「捕獲糸（キャッチライン）」、毒性を有する「麻痺糸（パラライン）」、強度・耐性に優れた「ロープ」、ピアノ線より固く絹糸より軽く糸鋸状の鋭い刃で獲物をバラバラに切り裂く「切断糸（ブレードライン）」、地面に張り巡らせる事で視界を遮られても敵の動きを読み取りブービートラップにもなる「探索網等（サーチネット）」など、多種多様な蜘蛛の糸を操り、ミズグモの特性を取り込むことで水中での活動・糸の精製も可能な自身の特性を持って、天馬を追い詰めた。
機械化ペーターゼン伍長
詳細は「ヴォルフガング・ペーターゼン」の項を参照。Z奪取の際に基地内で騒ぎを起こす役割を担当し、Z浮上のために玉砕した元反ナチス同盟Z結成当時の英雄。死後ナチスに遺体を回収され、その遺体に「金属に生えるサボテン」の因子を取り込んだ獣性細胞を移植されて、頭部の大半を機械化される改造を施され、金属と融合耐性を持つ敵獣人として遺体すらも利用されつくして再登場する。
ドッペル
最凶の暗殺者。菌「ジェネシス」の因子を取り込んだ獣性細胞を移植された獣人。能力は「擬態」であり、他人に変身し、自らの体を自在に変化させ、一部を分離させて剣や服などに擬態させる事すら出来る。また自分の体をひも状に変化させてその場から逃げ出すこともできる。Z内において、「一度変身した人間には二度とならない」というルールを提案して、ゲームを持ちかけるが、実はそれは「変身した人間には二度と変身できない」という弱点の裏返しであった。

### 玄武館に関わる人々
西郷志郎
欧州へと竜崎天馬が流れてくる前、日本でのかつての親友。玄武館において塾頭だった天馬の二番手でこそあったが、その剣での技量は天馬に勝るとも劣らない。周太郎を惨殺した天馬を憎み、天馬が消えた後解散した玄武館の見回りと華奈子の世話をする。大日本帝国海軍横須賀工廠勤務の大日本帝国海軍少尉、そして日本におけるY計画の日本側通訳としての公的立場を持ち、ヴァルキュリア隊の世話係としての役割をこなす傍ら、海軍共々天馬と敵対する。
千葉華奈子
天馬の義姉であり、天馬のかつての思い人。天馬が父周太郎を殺害した時のショックで記憶喪失となっていた。
千葉周太郎
天馬の育ての親であり師匠。竜崎博士のかつての友人でもあり、ヒトラーに親共々惨殺されそうになった赤ん坊の頃の天馬を間一髪助け、ヒトラーに唯一流星の剣で傷をつけた人物でもある。その折ヒトラーの手で左肩に獣性細胞を感染させられ、気力で15年抑え込んだがついに抑えが効かなくなり、流星の剣を天馬に継承させた後、流星の剣で自らを介錯する事を頼む。天馬が玄武館を棄て、欧州へと流れる切っ掛けとなった人物。
石堂透徹
流星の剣を純度100％の精製T鉱インゴットから鍛造し、日本刀として打ち上げる事が出来る初代の技を受け継ぐ刀匠。富士山麓に居を構え、千葉周太郎との約束によって流星の剣を再び打つ時の為に刀作りの技を鍛えていた。華奈子の母方の祖父。

### その他
ムッソリーニ
ナチスの同盟国イタリアの支配者。骨董品収集家で少年趣味の危ない男。自身の邸宅で開催したポーカー勝負でヒトラーの素顔を見てしまった為、薔薇を突き刺されて溶かし殺される。
山本五十六
大日本帝国の存亡を左右する極秘計画「Y計画」の最高責任者にして長官。大和の艦長を務める。
竜崎博士
天馬の父。かつてヒトラーとナチスに協力し、獣性細胞研究の第一人者として働くも、ヒトラーの性急さを諌めたことで決別。後にヒトラーの手で妻ともども惨殺される。作中中盤で登場する「竜崎論文」の執筆者。
「長髪の男」
因果律の「外の世界」に初めて触れた謎の人物。長髪の青年の姿は最初のアバターであり、過去にはアレキサンダー大王やチンギス・ハーン、織田信長、ナポレオンらの因果律も操っていたと称する。次なる「因果律の王」に定めたヒトラーを操ろうとするも、ヒトラーに離心され切り捨てられたことで、彼から手を引く。その後は少女の姿で復活した後、ヒトラーと天馬の最終決戦では再び長髪の男の姿で登場する。その正体は、レーベンスボルンそのものの意思であった。

## 作品設定

### T鉱
火星と木星の軌道の間にある小惑星帯より飛来したと推測される隕石鉱Tunguska鉱と物語中で説明されており、劇中におけるナチスの数々の超技術を支える屋台骨として、後述の「獣性細胞」と並んで重要な役割を担っている。また獣性細胞の苗床としての効果もあり、獣人系獣性細胞移植者達の心臓に埋め込まれるコントローラーとしてもT鉱が使われている。物語後半ではこのT鉱軍事技術を使用した作戦が、すべての因果律を左右する事象を引き起こす鍵としての役割を果たす。
精製T鉱「インゴット」
T鉱の成分を高度に精製し、成分を純化させる事で、T鉱は極端に不安定となり、極度に強い衝撃(高さ100メートルから地上に落下させる、砲弾の先に詰めて敵艦に着弾させる、等)を与えるだけで反重力球を形成して、隣接する物体を取り込みながら原子のチリにまで分解してしまう精製T鉱・インゴットとなる。Zを初めとしたT鉱軍事技術による空中戦艦の効率的なエーテルガス精製源となる他、後述の「T鉱弾」や「流星の剣」の原料ともなる。
エーテルガス
T鉱に電圧をかけると気化し、通常とは分子のスピンの向きが逆向きで、反重力作用を持つ『エーテルガス』が発生する。この『エーテルガス』周辺は質量がマイナスに転化される反重力空間が形成されるので、この働きを応用して気嚢内にエーテルガスを充満させ、トン単位の超重量戦艦の自重を0以下にする事で、内側まで鋼鉄の塊である『Kaiser Zeppelin』に始まり、航空機を除く物語中の数々の超重量戦艦・兵器群が、天空を高速で飛行し航行する、作中の世界観が成立する。

### 獣性細胞
前述のT鉱を苗床として小惑星帯より飛来したと推測される謎の粘菌にして万能細胞と物語中で説明されており、劇中におけるナチスの数々の超人獣人たち生体兵器の超絶の力の源として、「T鉱」と並んで重要な役割を担っている。獣性細胞は生物に寄生する事によって存在を長らえる寄生細胞の一種であり、寄生者に数々の超絶的能力を付与する。この作品のラスボスであるヒトラーは、この獣性細胞に人類で最初に適応感染した存在であり、かつて2度目に「外側の世界への扉」を開け、「因果律の王」となった超人でもある。
物語中盤で登場する、獣性細胞の特性を纏めた「竜崎論文」によると獣性細胞適合者には二種類があり、オリジナル獣性細胞を取り込んだヒトラーと彼から直接獣性細胞を感染させられた「純血種」と、一度別の生命体に感染させてその生物の能力特性を増幅して取り込んだ獣性細胞を人間に再移植して取り込んだ「獣人」に分かれる。
また心臓部にコアが埋め込まれておらず特に耐性もない普通の人間は、獣性細胞に感染すると全身から血を噴き出して死亡するか、獣性細胞に感染した筋骨が短期間で異常発達した挙句、理性を消失させて暴れ出す。
純血種
純血種は特に弱点もなく時間や空間に部分的に干渉し、反射神経・再生能力・膂力・生命力が増幅されるという効果を発揮する。
獣人
獣人は空間干渉や時間干渉能力こそないが高い反射神経・再生能力・膂力・生命力を誇り、薬を使った「獣性腫瘍」現象発現（メタモルフォーゼ）によって、普通の人間から逸脱した形状となり、元となった生物の特性を発揮するが、獣性細胞を統括する為に心臓部に制御用コアとしてT鉱石を埋め込まれている弱点があり、そこを潰されると獣性細胞が暴走・活動停止して死亡する。
突然変異種
本作ヒロインのアンジェリーナは、竜崎論文に出て来る二例に該当しない、獣人による噛み付き感染から24時間を経過しても特に獣性細胞感染の症状が発症せず、その血中成分に獣性細胞抑制効果を持つ「突然変異種」である。

### レーベンスボルン
ツングースカ隕石が地上に貫入し、そのまま地殻を突き破って北極の海底に作り出した地下の巨大空間。全ての獣性細胞が息づく「始まりの地」であり、ヒトラーとZとの最終決戦の場となった。ヒトラーはレーベンスボルンの海に飛び込んだことで獣性細胞が完全に覚醒し、レーベンスボルン自体と一体化、地球全生命を統合すべく動き始めていく。
名前の由来はSSの作ったアーリア人増殖施設「生命の泉（レーベンスボルン）」から。

### 武器・兵器
反重力砲
T鉱の力を使った反重力ガス「エーテルガス」を極度に圧縮した、巨大な反重力球の砲弾を発射する反重力砲で、T鉱軍事技術の中でも最大にして最強の最終兵器。その巨大な黒い砲弾に接触したものは、瞬時に分子構造を分解され、原子レベルのチリとなりバラバラになって消滅する。その破壊力は凄まじく、作中においてはZ砲の開発時に「ひとかけらのT鉱」が使われた試作炉心が暴走し臨界反応を引き起こし、地上でT鉱反応炉が臨界反応を起こした時特有の、通常の反重力球をはるかに超える巨大な反重力球を形成しながら周囲を分解消滅。試作Z砲を中心に「ミュンヘン市」を丸ごと飲み込んで市全体を壊滅状態にしている。
Zの搭載する「Z砲」以外にも、G/GOGMAGOGの搭載する「G砲」や、M/ミレニアム号の搭載する「M砲」等の、同技術同システムの反重力砲は、作中世界では数こそ少ないが複数存在する。なお、作中には「イプシロン(Υ)」のコードネームで呼称される、超弩級空中戦艦YAMATO（大和）が登場するが、このヤマトには反重力砲は積まれていない。
その絶大な破壊力とは裏腹に、エーテルガスの砲塔へのチャージと13Gを超える圧縮に一定の時間がかかる諸刃の剣でもあり、一機の反重力砲を連射する事はその原理上不可能である。また速度は通常砲弾に比べるとかなり遅く、目視で移動速度が確認できるほどなので、回避もた易い（ZやGの速度でも、よほどタイミングが良くない限り、発射されてからもなんとか回避ができるくらいの低速）。また二機以上の反重力砲を用意して、時間差で放つ事でチャージの隙を無くすことは可能。二代目Gや三代目Z、Mはこの方法で反重力弾の複数連射を可能としている。またM砲に限っては予め複数形成してストックした反重力弾をレールガンの原理で亜光速まで加速し、ガトリングガンのように順次射出する事でこれらの欠点を完全に消している。
反重力砲弾はあくまで超高圧にまで圧縮したエーテルガスの塊にすぎないので、エーテルシールドやエーテルガス、他の反重力砲弾とは反発し合うという性質をもつ。
T鉱弾
上述の精製T鉱インゴットを先端に詰めた砲弾。通常砲弾の弾頭に詰めてさえいれば、砲弾の高速で相手に着弾し、着弾した衝撃で隣接する物体を取り込みながら、対象を原子のチリまで分解する反重力球が形成されるので、「反重力砲のデメリットを消した完全兵器」とも作中で評された(しかも、その大きさは隣接する物体の質量の大きさに比例する)。しかし着弾前はただの「質量をもつ物質」なのでエーテルシールドは貫通する事が出来ない。
陸奥守流星之剣
普段は「流星の剣」と呼称される透明な刃の日本刀。読みはむつのかみ りゅうせいのつるぎ。戦乱の時代、日本に飛来した一個の流星をある刀鍛冶の一族が平和への祈りをこめて打つと、透明な刃を持ち兜を断ち切っても刃こぼれ一つしない名刀に仕上がった。数々の剣客の手経て北辰一刀流初代千葉周作の愛刀となり、やがて後の北辰一刀流免許皆伝の証となった。しかしこの刀の真の力を使いこなしたものは稀であったという。作中の時間軸では主人公竜崎天馬の愛刀として登場し、その剣での一撃は獣性細胞の効果を停止させ、純獣性細胞を含む獣性細胞そのものを壊死させる絶大な効果を持つ。
またこの剣は、使用者の心情・精神力・境地の高まりによって、刀身が自ら輝き星の煌きを宿した時、「陸奥守流星之剣、その力十全に発揮せし時、刀身星の煌きを放てば、この世に於いて斬れぬもの無し」という伝承通り、この世の全てを切断する事が可能となる。作中では通常の透明な刀身の状態で、前述の獣性細胞停止効果や獣人の切断の他に飛行機の全幅に匹敵する巨大なガスパイプを斬断した他に、瞬間的に「星の煌き」を初めて発動した時は、巨大な石の柱をチーズのように軽々と引き裂くエバンス・シュタイナーの「切断糸(ブレードライン)」の連撃を逆に焼ききるように切断し、業火の海や潮流渦巻く海原をモーゼのように真っ二つに割り、空間すらも切断して使い手天馬に「時間と重力の外側」を垣間見せ、三人目として「世界」の外側への扉を開けている。
この刀の材料となった流星は、T鉱隕石であった。製造過程では純度100％の精製T鉱インゴットを、反重力球と化する臨界ギリギリの衝撃を維持した名人芸で鍛造し、刀鍛冶の一族にのみ伝わる秘儀を施す事で透明な刃が生まれた。最初にこの刀を打ち上げた初代刀匠の鍛造の技は石堂透徹が受け継いでいる。
ジェネシス
獣性細胞を元として開発された生物兵器。粘菌やカビに近い生態を有し、尋常ではない速度で細胞分裂を繰り返し、周囲の生物に襲い掛かり浸食する。熱を感知して襲い掛かる習性がある為、比較的熱や火には強いが、逆に低温になると活動が鈍り、密閉空間に置かれると寄生する対象が居なくなってしまい自分で自分の体細胞を喰って自滅してしまう。
劇中ではドッペルによりZ内にばら撒かれ、一時は艦内の95％を侵食したが、ウェルの起点により駆除された。

## 登場する機甲兵器

### 反ナチス同盟の超兵器

#### 超弩級空中戦艦カイザー・ツェッペリン（初代Z）
| 超弩級空中戦艦カイザー・ツェッペリン（初代Z） | |
| 設計・製造                                    | ナチスドイツ/ボーデン湖浮き（フロート）ドッグ式工場兼格納庫 及びボーデン湖湖底秘密基地                                                                              |
| 全長                                          | 320m |
| 全幅                                          | 48m |
| 全高                                          | 62m |
| ガス排気                                      | 69594m2 |
| エンジン                                      | （主機）蒸気タービン 15万馬力×4 （副機）マン社製液冷60気筒ディーゼル（直列12気筒×5星型配置）2万馬力×4                                                               |
| 最大速度                                      | 250km/h |
| 艦載機                                        | 天翔馬号3号 他実動可能機、二十数機 |
| 武装                                          | 艦首Z砲×1 艦首下部38センチ無反動砲（主砲）×2 両舷20センチ副砲×12 下部キャノン・アンカー×2 40ミリ ボフォーズ機関砲座×12 20ミリ エリコン機銃座×4 88ミリ 対空砲座×5 他 |
| 搭乗者                                        | ネモ（艦長） ハンス・ギュンター（副長） ウェルナー・ブラウン（艦長付補佐官） 他、反ナチス同盟Z総勢324名                                                             |

Z計画により、世界最強を目指して極秘裏に開発建造された、飛行船型の超弩級空中戦艦。
「ルフトバッフェ空中艦隊構想」における人員や艦載機、弾薬・補給物資を運搬・運用する「母艦」として制作された。ボーデン湖の浮き（フロート）ドッグ式工場兼格納庫と、その湖底に極秘裏に建造されたルフトバッフェ秘密地下基地にて開発された。
「Z砲」に代表される強力な火器群や、艦上部に供えられた艦載機輸送＆運用の為のエレベータや格納庫、整備エリアなど、初めての「T鉱技術で作られた艦」として、実験的な要素も強い。また、艦全体に機械化が図られており、300人程度の小人数が三班に分かれての交代勤務でも十分に運航が可能となっている。
制作当時のナチスドイツ最新技術が多数盛り込まれた初の空中戦艦だけあって、内部構造は複雑であり、戦闘ブリッヂ、通常ブリッヂ、第二ブリッヂの三ブリッヂ制。主に通常運航時は通常ブリッヂにて指揮がとられ、そこが大破した時初めて予備の下部第二ブリッジへと指揮権が移行する。戦闘ブリッヂは基本的に艦載機や武装全体の運用を指揮するブリッヂであり、通常は艦の航行や運用には関わらないが、前二つのブリッジが機能停止もしくは連絡途絶した場合はここで指揮をとれるようにもなっている。
その巨体に対して反重力物質気体「エーテルガス」を充満させる為の「気のう（エンペロープ）」部は驚くほど小規模で、艦内施設と装甲板の間に広く薄く設置されているのみであり、ここにエーテルガスを大量に充満させる事で、自重を相殺して飛行する事が可能となる。また、艦内には多数の艦内通路が通っており、広大なZ内部の空間を移動するときに使用する。搭乗員用エレベーターは5機設置、艦長用エレベーター1機設置、弾薬輸送用コンベアー多数設置、発電機、ボイラー、弾薬庫及び食糧庫冷却システム完備。通常の搭乗員用の部屋に加え、医務室、士官室（個室）、艦長室、工場区画、倉庫、前述の武器弾薬庫、及び戦闘機区画に加え、食堂が一つ、船尾にバーラウンジ「鷲の巣」も完備しており、搭乗員達の憩いの場として使われている。
外装は白を基調として塗装されている。略称は「Z（ツェット）」。艦名のカイザー・ツェッペリンにおける「カイザー」とは、「（天空の）覇者」に由来する意味である。

#### 超弩級空中戦艦ネオ・カイザーツェッペリン号(二代目Z・Neo-Z)
| 超弩級空中戦艦ネオ・カイザーツェッペリン号(二代目Z・Neo-Z) | |
| 改修・再設計・製造                                         | イタリア・ティレニア海他島域無人島秘密ドックにて ウェルナー・ブラウンと反ナチス同盟Z技術者陣にて再設計・改修製造 |
| 全長                                                       | 340m |
| 全幅                                                       | 121m(補機・プロペラ含む) |
| 全高                                                       | 105m |
| 装甲                                                       | 超硬複合装甲 |
| ガス排気                                                   | 72099m2 |
| 機体質量                                                   | 4426トン (エーテルガスの反重力効果によって運転中ほぼ重量ゼロ) |
| エンジン                                                   | （主機）蒸気タービン 18万馬力×4 （副機）マン社製液冷60気筒ディーゼル(直列12気筒×5星型配置)2万馬力×4 |
| 最大速度                                                   | 370km/h |
| 艦載機                                                     | 天翔馬号3号 タイガー号 他、六十三機 |
| 武装                                                       | 艦首Z砲×1 主砲・38センチ轟雷砲（ドネルカノン）×6 両舷20センチ副砲×12 前部ハープーン射出砲×4 下部キャノン・アンカー×2 40ミリ ボフォーズ機関砲座×12 20ミリ エリコン機銃座×4 88ミリ 対空砲座×5 他                                                                     |
| 搭乗者                                                     | ネモ（艦長） ハンス・ギュンター（副長） ウェルナー・ブラウン（艦長付補佐官） 反ナチス同盟Z総勢313名 (内訳：士官22名、下士官43名、一般兵105名 航空兵50名、整備兵51名、陸戦隊42名、総計313名） +おまけ6名（竜崎天馬、ウェル、アンジェリーナ、J、エリカ、ギヌメール） |

ボーデン湖底ルフトバッフェ秘密基地の戦力、竜の顎（あぎと）を通るアルプス越え、そして超兵器「G」との連戦によって破損したZを、ネモが長期間にわたって計画的かつ極秘裏にナチスより資材・物資・資金を横領し建造していたティレニア多島域の無人島秘密ドッグにおいて、ウェルナー・ブラウン設計主導の下2週間で全面改修を施した。
元来、Zは「ルフトバッフェ構想」における艦載機や弾薬運搬・運用の為の「母艦」として制作された。設計段階では「Z砲」の搭載予定はなく、ネモが極秘裏に搭載した、間に合わせの超兵器であったため、発射時の13Gの圧力に耐え切れず、船体の各部にガタが来、後のアルプス越えやGとの対戦ではその隙を度々突かれる事となっていた。
そこで艦の形状から抜本的な再設計が図られ、装甲が超硬複合装甲となったことにより、NEO-ZはZ砲発射時の負荷にも悠々耐えきる強度を得た。またそれに合わせた機械化も同時に図られており、300人程度の小人数が三班に分かれての交代勤務でも運航が可能な利便性は保持されたままである。
内部構造では資材運搬用の艦内モノレールが追加され、内部の各レイアウトにも微細な見直しが図られている。ブリッヂは変わらず三個制。主に通常運航時は通常ブリッヂにて指揮がとられ、そこが大破した時初めて予備の下部第二ブリッジへと指揮権が移行する。
側面部エーテルガス排出口が新しく設置され、ここからエーテルガスを噴出することで、Zの周囲に反重力空間「エーテルシールド」をはり、敵の攻撃を無力化することが可能となった。また艦隊の新設計・改修に併せて完全気密を実現しており、浅い深度であれば、潜水艦のように潜航が可能となっている。強化された主砲38センチ「轟雷砲(ドネルカノン)」計六機は、旧Zの1.5倍の威力を誇り、厚さ300ミリの装甲も一発で貫通する。艦内レイアウトの変更に伴い、内部のエーテルガス循環路にも多少の見直しが図られている模様。なお旧Zの施設の大半はNEO-Zでも変わらず存在している。
外装は白を基調に緑色をワンポイントとして塗装されている。略称は「Z（ツェット）」が続投。

#### 超弩級飛空戦艦ネオ・カイザーツェッペリン改号（3代目Z・Neo-Z改）
| 超弩級飛空戦艦ネオ・カイザーツェッペリン改号（3代目Z・Neo-Z改） | |
| 再改修・武装強化                                                | カラクーム砂漠ラルカナルタにて ウェルナー・ブラウンと反ナチス同盟Z技術者陣にて再改修・武装強化 |
| 武装                                                            | 艦首Z砲×1 主砲・38センチ轟雷砲（ドネルカノン）×6 ドネルカノンT鉱砲弾装填可能 両舷20センチ副砲×12 前部ハープーン射出砲×4 下部キャノン・アンカー×2 40ミリ ボフォーズ機関砲座×12 20ミリ エリコン機銃座×4 88ミリ 対空砲座×5 他 ・左舷可動式Gユニット（GOGMAGOGユニット） G砲×1 同Gユニットモード変更・拡散反重力砲×1 Vロケット×3 |
| 搭乗者                                                          | インゲ・ベイルマン（艦長） ハンス・ギュンター（副長） ウェルナー・ブラウン（艦長付補佐官） 他Neo-Zに同じ |
| 艦載機                                                          | 天翔馬号4号 タイガー号 レストア天翔馬号3号（キリアン機） オートジャイロ 他 |
| その他                                                          | 他Neo-Zに同じ |

カラクーム砂漠ラルカナルタでの、超巨人機GOGMAGOGとの激闘と接近戦、続く特攻と乗員同士の白兵戦、そして諸共の墜落によって破損したNEO-Zを、ラルカナルタ中央部に存在するZやGよりも大きな巨大T鉱隕石とGOGMAGOG残骸を利用して修復、再々回収を施した艦である。
今回の改修は、NEO-Zへの改修時のような根本的設計変更を目的とはせず、蓄積したダメージの修理としてスタートした。
その「修理」が「改修」となった時も、艦本体に施す改修は修復や微変更の範疇に留め、搭載装備や追加ユニットによるZの総合的武装性能の向上を図ることにした。Z本体の性能はナチスとの戦いで証明されていたが、同時に対GOGMAGOG戦や対ヴィア・サクラ戦での総合火力運用能力の低さも露呈していた。
武装強化の具体的な強化は二つで、一つ目はヴィア・サクラに搭載されていた「T鉱砲弾」の、主砲ドネルカノンへの採用である。これによって、ドネルカノンの射撃力で反重力球を多数かつ高速で射出して弾幕を形成することが可能になった。二つ目は、追加Gユニット（GOGMAGOGユニット）で、これはGOGMAGOGの残骸から片胴を回収・改造し、G砲ごとZの左舷へと取り付け、可動式の武装砲撃ユニット件艦載機運用カタパルトとして利用したものである。
またG砲は拡散反重力砲と反重力砲弾を選択して射撃できるように改造された。球状に超高圧高密度のエーテルガスを収束する事で触れたもの全てを原子のチリに分解する反重力砲弾とは違い、拡散反重力砲はスプレー状に高圧縮エーテルガスをばら撒く事で、兵員は殺さないまま部材単位で相手を分解し、撃墜された敵兵員や残存部材も付近にばらまかれたエーテルガスの浮遊力場で地上へ軟着陸さる。
新規製作の「Vロケット」も搭載されている。これは超音速で飛来する誘導ロケットミサイルで、初出撃時にはZを超える巡航速度を誇る敵YAMATOのエンジンのみを精密誘導で破壊した。
複数のT鉱弾を射撃する6門の主砲と、精密誘導兵器、Gユニット搭載の拡散反重力砲と選択式のG砲に、艦首Z砲二門の反重力砲。その二門の反重力砲を利用した時間差連射。そして巨大なZ砲弾に高速のG砲弾を意図的にぶつける事で、Z砲弾を多数の小型反重力球の散弾に分散分裂させて前方向へとランダムに加速させ、さらに手球のG砲弾で相手に確実にとどめを刺す「反重力球ビリヤード戦法」等々。Zはこの最終改造で、多種多様かつ強力無比の攻撃手段を得た。
内部構造は特に変更されていないが、Gの片胴を搭載したことによってその上部カタパルトが使用可能となり、Zの旧上部甲板使用時よりも着艦や発艦がよりスムーズに出来るようになっている。
艦載機としてオートジャイロが一機追加され、カラクーム砂漠戦で大破した天翔馬号三号機が回収・レストアされて、キリアン機として復帰している。
最終決戦時、大気圏外や深海はおろか、エーテルシールドを張る事で、短時間だが超重力偏在空間内での活動も可能な気密性を実証した。
外装は二代目と変わることなく、白を基調に緑色をワンポイントとして塗装されている。略称は最後まで「Z（ツェット）」が続投。

### ナチス軍の超兵器

#### 超巨人機G（ゲー・初代G）
| 超巨人機G（ゲー・初代G） |                                                                       |
| 設計・製造               | ナチスドイツ                                                          |
| 全長・全幅・全高         | 詳細不明・Zと同程度の大きさ                                           |
| 最大速度                 | 初代Zと同程度                                                         |
| 艦載機                   | 多数                                                                  |
| 武装                     | 砲塔複数 ドリルハープーン×19 神経性ガス注入機 スチーム偽装システム 他 |
| 搭乗者                   | エーリッヒ・F・クブリック提督（艦長） 他、ナチス構成員多数            |

Z計画により、世界最強を目指して極秘裏に開発建造された、双胴の超巨大爆撃機。
「ルフトバッフェ空中艦隊構想」において、戦闘の要となる「戦艦」として制作された。本来は、ZがGの補給基地となる予定であった。艦長は、エーリッヒ・フォン・クブリック提督。
スチームによる雲偽装システムでのステルス行動が可能。また神経ガス注入システムを備え、これによって、スチーム偽装で忍び寄り、ドリルハープンで絡め取った敵艦に神経ガスを注入し無力化するなどの戦法が取れる。
アルプス山脈を越え、地中海へと逃げるZを追撃する為に初出撃。スチームでZへと忍び寄り、ドリルハープンと神経ガス、艦載機で攻撃を仕掛けるも、Jの操縦する天翔馬号に乗った天馬の剣で神経ガス注入パイプを切断されて頓挫。その後ドリルハープンの応力を逆用しZ砲の圧縮を堪えたZによる反重力砲弾の反撃を受け、ドリルハープンを時間差でバージして回避するも、その先の山肌を消し飛ばした事で発生した大雪崩の直撃を受け中破、撤退。

#### 聖なる道（ヴィア・サクラ）
| 聖なる道（ヴィア・サクラ） |                                                     |
| 設計・製造                 | ナチスドイツ協力・イタリア要塞島工廠                |
| 全長                       | Zより僅かに小さい                                   |
| 全幅                       | Zより僅かに長い                                     |
| 全高                       | Zよりも低い                                         |
| 装甲                       | 旧Z（初代Z）の主砲の直撃を受けても耐えきる          |
| エンジン                   | Zと比較しても強力な大エンジン×4                     |
| 巡航速度                   | 120ノット                                           |
| 艦載機                     | なし                                                |
| 武装                       | T鉱弾、砲塔数十、爆雷投下口多数、反重力機雷、他多数 |
| 搭乗者                     | ベイルマン局長（艦長） 他、ナチ構成員多数           |

Z計画により、世界最強を目指して極秘裏に開発建造された、双胴の超巨大飛行船型高速戦闘巡洋艦。
「ルフトバッフェ空中艦隊構想」において、ZとGの護衛、「高速戦闘巡洋艦」として制作された。
Z・Gとは違い、居住性や有効荷重・艦載機などを犠牲にし、完全装甲・重火力・高機動に特化しており、数十の主砲塔、投下型の爆雷、空中機雷を装備しており、攻撃力はZをはるかに凌いでいた。
またヴィア・サクラは初めて「T鉱弾」を装備した戦艦でもある。ロケット弾頭に装着した精製T鉱が着弾の衝撃で臨界反応を起こして反重力球を形成する「高速飛来の小型Z砲」とも言える兵器である。
機動性・速力はZよりも当機の方が高い。またZとの武装強化合体（アーマーコンバイン）も設計上組み込まれており、これは改修後のZにも通用する。
作中ではT鉱弾をNEO-Zが初使用したエーテルシールドで回避され、返す刀で撃ちこまれたドネルカノンによって中破状態となる。最大の武器を防がれた後は、その速力を活かしてZ下方へと回りこみ強制的に武装化合体をする事でZ制御系へと介入、艦戦から双方の艦内人員同士による白兵戦へと引きずりこみ、さらに自身のT鉱反応炉を臨界状態にして反重力反応でZ諸共に原子のチリへと分解自爆を試みる。だが、最終的にはネモの機転とZ側スタッフの尽力による強制合体解除によって、本機のみが臨界反応。巨大な反重力球を形成しながら自爆消滅するという最期を遂げる。

#### 超巨人機GOGMAGOG（二代目G・ゴグマゴグ）
| 超巨人機GOGMAGOG(二代目G・ゴグマゴグ) | |
| 改修・再設計・製造                    | ナチスによる再設計・改修製造 |
| 全長                                  | 203m |
| 全幅                                  | 589m |
| 全高                                  | 91m |
| 機体質量                              | 29304トン（エーテルガスの反重力効果によって運転中ほぼ重量ゼロ） |
| エンジン                              | （主機）マン社製 液冷24気筒ディーゼルエンジン（V型24気筒 4000馬力）×10基 |
| 最大速度                              | 536km/h（ブースターロケット使用時） |
| 巡航速度                              | 420km/h |
| 艦載機                                | 規定数90機 |
| 武装                                  | 双艦首ゴグマゴグ砲（G砲）×2 主砲・35センチ豪風砲塔（シュトゥルムカノン）×6 後部20センチ連装砲×4（副砲） 翼端部20センチ単装砲×2（副砲） 88ミリ対空砲×2 40ミリ対空砲×4 20ミリ対空砲×4 20ミリ単装銃座×2 40ミリ単装銃座×2 他 |
| 搭乗者                                | エーリッヒ・F・クブリック提督（艦長） ナチス構成員 内訳：士官11名、下士官40名、一般兵員70名 航空兵80名～（作戦により変動）、整備兵40名                                                                                   |

アルプス山脈の難所「竜の顎（あぎと）」におけるZとの戦いで、雪崩により中破した超巨人機Gを改修したものである。
双胴の艦首部に新たに装備した二門の反重力砲を時間差で放つ事で、Zを超える速度で反重力砲を連射するいうアドバンテージを得ている。
さらにロケットブースターを追加した事により、瞬間的に時速500キロを超える速度を獲得。ヴィア・サクラとは違い、居住性や艦載機を犠牲にせずとも、攻走ともに「Zを超える」性能を発揮できる。
また、T鉱反応を探知するT鉱レーダーや、収納式の装甲ブリッジで外部の風景をモニター化して映し出す事によって防御性を高めるなど、様々な革新的技術が使用されている。

#### 超弩級飛行戦艦 大和（暗号名イプシロン-Y-・YAMATO）
| 超弩級飛行戦艦 大和（暗号名イプシロン-Y-・YAMATO） |                                                                                          |
| 設計・製造                                         | 大日本帝国海軍横須賀工廠 ナチスドイツ技術協力 （T鉱炉心モデル及びT鉱原石のみの技術供与） |
| 全長・全幅・全高                                   | すべて、Zとほぼ同程度                                                                    |
| エンジン                                           | 太平洋横断可能な大型エンジン×4基                                                         |
| 最大速度・航続距離                                 | 最大速度は1930年代の海上戦艦の十倍ほど 航続距離は太平洋横断可能なほど                    |
| 艦載機                                             | 無し                                                                                     |
| 武装                                               | 世界最大口径46センチ砲×9 艦首衝角（ラム）                                                |
| 搭乗者                                             | 山本五十六長官（艦長） 他・大日本帝国海軍兵員                                            |

1933年当時、ナチスドイツとの同盟関係にあった大日本帝国が、ナチスからのT鉱炉心の技術供与によって作り上げた超弩級飛行戦艦である。
一般的な海上戦艦を上下逆にした上で飛行船と合体させ、スマートにしたような外観である。その下部に通常の戦艦とは逆向きに取り付けられた主砲は、世界最大の46センチ砲9門。航続距離は太平洋全般を捕らえ、巡航速度はZを凌駕する。
作中では、アドルフ・ヒトラーとの戦いによって破壊された流星の剣を再び作り上げるべく日本へと帰還した天馬達より、流星の剣の原料となるT鉱インゴットを奪取し、その内の一本をY内のT鉱炉心に納める事で初めて起動した。
その後、残りのT鉱インゴットを奪取するべく、富士山近郊の唯一流星の剣を打てる刀鍛冶の一族へと会いに行っていた天馬達を追撃する作戦の最中、援軍として公試（試験飛行）の名目で初出撃する。そこで天馬達を回収に駆け付けたネオ・カイザーツェッペリン改号と初の実戦、9つの主砲でZを攻撃するも、エーテルシールドにて防がれ、Vロケットにてエンジンのみを正確に破壊される。
最後の足掻きとして、エーテルガスを噴出してZの上空へと浮上し、それまでのZでは死角となっていた直上から艦首衝角の質量攻撃で一太刀浴びせようとするも、稼動式の新型Gユニットによって死角だった筈の直上へ向けて拡散反重力砲を浴びせかけられ、最終的に部材単位でバラバラに分解されて大破した。

#### 千年王国（ミレニアム）号（M号）
| 千年王国（ミレニアム）号号（M号） | |
| 設計・製造                        | ナチスドイツ |
| 全長・全幅・全高                  | 詳細不明 Z全高とほぼ同等、Z全長と同程度の完全円盤状で、全長と全幅は同等 真中より真っ二つに分割し内部M砲を露出    |
| 最大速度・巡航速度・航続距離      | すべて不明 本国からツングース爆心地、さらに地中を掘り進み 北極圏直下地中世界レーベンスホルンまで無補給で到達可能 |
| 艦載機                            | ジェット戦闘機「赤い閃光」 浮遊砲台メッツァー多数 他艦載機多数                                                   |
| 武装                              | ガトリングガン式反重力砲弾レールガン「M砲」 砲塔多数 浮遊砲台メッツァー多数 円盤外周部掘削用鋸                   |
| 搭乗者                            | ヒトラーの“影”（艦長） 他ナチス構成員多数 →アドルフ・ヒトラー レニ・リーフェンシュタール                         |

「ルフトバッフェ空中艦隊構想」においても極秘裏に開発されていた、Z / G / ヴィア・サクラのすべてを束ねる王の旗艦にして最強の円盤形状空中戦艦である。Z計画により始まる超兵器群の中でも最後に、そしてレーベンスホルン攻略の為に極秘裏に開発建造された。
Z／G／ヴィア・サクラに投入された、すべての軍事技術を仕込んだその性能は、居住性や有効荷重を、多数の艦載機と空中浮遊砲台を搭載しながら維持し、同時に速力・完全装甲・重火力・高機動をも維持しており、数十の主砲塔、多数の艦載機、浮遊砲台メッツァーによって無敵の攻撃力を保持している。
艦に装備された反重力砲「M砲」は、五個の反重力砲弾を同時形成してレールガンの原理で亜光速まで加速、ガトリングガンのように高速で連続射出し、稼働時はZ砲やG砲二門連射、反重力球ビリヤード戦法をはるかに凌ぐ威力を叩き出す。
また、艦載機搭載スペースもZ・Gを超え、最大速度もロケットブースターを標準装備しており、ドイツからシベリア・ツングース、そして円盤外周部の掘削用鋸で大地を掘削しながら北極直下地底空洞世界レーベンスホルンに至るまで、無補給踏破を可能とする航続距離と居住性能も兼ね備える。

##### 浮遊砲台メッツァー
| 浮遊砲台メッツァー |                          |
| 設計・製造         | ナチスドイツ             |
| 全長               | 25m                      |
| 武装               | 35センチ砲、50発マガジン |
| 搭乗者             | 無人                     |

M号に搭載された無人浮遊砲台、エーテルガスによって浮遊する空飛ぶ戦車である。形状としては砲付きの浮遊するヘルメット。ヘルメット部分は300ミリ重装甲で、測量儀で距離を測り、方向制御用ファンとダグデッドファンで移動。無線用アンテナによってＭ号から操縦される。多数がM号内部に積まれており、M号戦闘時はこれらがばら撒かれて戦場に弾幕を張る。

#### ヴァルホル号
8門の砲と2つの艦載機発着カタパルトを備えた、ヴァルキュリア隊の基地とも言える小型高速航空母艦。操舵手はガーランド二等兵。

### 通常兵器

#### 天翔馬号
読みはペガサス号。ウェルナー・ブラウンの作成した、本作品の主人公竜崎天馬の愛機である。劇中では天翔馬号2号機から登場し、この2号機はスーパーチャージャーを搭載。第一話にて天馬、ウェル、アンジェリーナの3人が搭乗してのナチスとの空中戦の最中、レッドバロンとの戦いの隙を伏兵として潜んでいた別の機に突かれ、Z建造中のボーデン湖に墜落し大破した。以下、劇中登場の3号機と4号機について記す。

##### 天翔馬号3号機
| 天翔馬号（3号機） | |
| 設計・製造        | ヴェルナー・フォン・ブラウン設計製造                                                                |
| エンジン          | （主機）ロールスロイスRV12エンジン改(2,700hp) スーパーチャージャー付き （副機）試製ロケットモーター |
| 最大速度          | 副機の使用によって一分間の超音速機動可能                                                            |
| 武装              | MG151試製20ミリバラベルム機関砲×1（250発）                                                          |
| 搭乗者            | 竜崎天馬 他、1～2名搭乗可能                                                                         |

ウェルと天馬が給料をつぎ込んで開発した、「俺達の天翔馬号3号機」。あくまでサーカス芸をする為の2号機までとは違い、行く行くは月へと向かうためのたたき台としての機体でもあった。2号機がボーデン湖にて墜落大破した後、ペッパーフライングサーカスのメンバーによってボーデン湖付近まで列車で持ち込まれ、それ以降前半から中盤までの天馬の乗る主力機として活躍する。
三号機は機体変形機構を搭載し、プロペラを畳み可変翼の角度をジェット機のように後傾にし車輪を収納して、最後に胴体に搭載されているロケットモーターに点火する事で、プロペラ複葉機でありながら、1分間の音速を超える機動を可能にしている。この状態では天翔馬号自体が発生させるソニックブームで、周囲に展開している機体を「まるで天馬の刀のような、透明な剣でなぎ払」ったかのように撃墜する事が出来る。ただし、この音速動作飛行は、登場時は三号機本体共々まだロクに試験もしていない機能であり、初起動時は、搭載燃料の限界時間1分が過ぎるまでの間に「機体全体にガタが来る」程の衝撃が加わっている（なお、ウェルは「機体が分解した時に炸薬で座席ごと射出してパラシュートで生還する」というアイディアを、初めて天馬と搭乗したこの初回起動時に思いついている）。
後にカラクーム砂漠上空での対GOGMAGOG戦において中破し、戦場での空中乗り換えをする事で、後述の四号機へと乗り換える。またこの三号機は、カラクーム砂漠上空戦の後に回収されたようで、キリアンの機体としてレストアされた。予備シート、バックミラー、消火器、発電機とバッテリー、酸素ボンベ完備。外観は黒地にファイヤーパターンが刻まれた、丸っこい複葉機。

##### 天翔馬号4号機
| 天翔馬号（4号機） |                                                                                     |
| 設計・製造        | ヴェルナー・フォン・ブラウン設計製造 Z内工場区画                                    |
| エンジン          | （主機）Brom-X003C-B ターボプロップエンジン （副機）Brom-X001G 液体ロケットモーター |
| 出力増強機構      | エンジン水冷機構 アフターバーナー                                                   |
| 最大速度          | 排気ジェットにより825km/h 副機の使用によって超音速機動が可能                        |
| 武装              | MG17 7.92ミリ機銃×2（800発） ボフォース40ミリ砲改造型×2（54発）                     |
| 搭乗者            | 竜崎天馬 他、1～2名搭乗可能                                                         |

天馬の乗る最後の機体である。
最初から排気ジェットにより825km/hの機動性能を有し、二重反転プロペラを備えている。武装は7.92ミリ機銃2門とボフォース40ミリ2門を備える。後部テイルコーンをバージする事で、内部に搭載されているロケットエンジンを起動しての超音速での機動が可能となっている。なおこの機体では分解の危険性はなく、超音速状態の持続時間も長くなっている模様。
レッドバロンとの最終決戦では、彼の駆るナチス最新ジェット機「赤い閃光」号と、超音速での高速戦闘を繰り広げた。バックミラー、消火器、発電機とバッテリー、酸素ボンベ、正予備2系統の無線完備。外観は黒地にファイヤーパターンが刻まれた、鋭角な複葉機。

#### タイガー号
Jの愛機。天翔馬三号とほぼ互角の機体性能を持つ。黄色の機体に黒の縞のタイガーパターンの複葉機で、下面部は白色塗装を施す事でアルプスでの迷彩効果を高めている。下部着陸脚に二門の機関砲、機首部にアンカーキャノンを仕込んでおり、Z襲撃時はアンカーキャノンでZに取りついた。

#### オートジャイロ
日本編にて搭乗したオートジャイロ。Zの備品で他の複葉機などにくらべて離着陸が容易い利点を持つ。詳しくはオートジャイロの項を参照。

#### ナチス軍の戦闘機
深紅の三葉機
レッドバロンの操る赤いトリプルプレーンの複葉機。天翔馬号3号と互角のスペックを誇る。
「天翔ける星」号
読みはシテルン・シュナッペ号。機動性・旋回性能に優れ、一対一のドッグファイトでは無類の強さを誇る機体。パイロットの未来視能力と合わさった時無類の決闘能力を持つが、能力の都合上乱戦には弱い。
「薔薇の棘」号
読みはローゼ・イム・フェルト号。先尾翼高速戦闘機。得意とするのは使用者の肉体能力によるGを無視した急降下急上昇でヒットアンドアウェイの強襲離脱戦法を繰り返す事に長ける。
「大空の重戦車」号
読みはルフト・パンツァー号。全方位に多数の火器を配備した、大空の重戦車と言える機体。対空戦車砲×1　20㍉機関銃×4　7.92㍉×6を装備し、背部に120連発ロケットランチャーを装備。パイロットの機体同化操縦能力によって全ての火器をコンピュータ制御の補助も射手のフォローもなく、指を動かすが如く同時に精密に操れる。
「電光石火の鷹」号
読みはブリッツ・ファルケ号。高度一万メートルで最高速800km/hを叩き出す超高速戦闘機。一撃離脱戦法が必殺技の機体だが、本人のチキンさによって大抵は高高度遠距離から戦場を俯瞰し指示を飛ばす事に使われる。
ヴァルキュリア隊の偵察機
双胴・コックピット二つの偵察艦載機。6門の機関銃を持つ。レッドバロンはこの機体でファントムターンをこなし、ルフトパンツァー号とブリッツファルケ号を瞬く間に沈めた。
「赤い閃光」号
レッドバロンと天馬の最終決戦で登場した純ナチス開発のジェット戦闘機。天翔馬号4号がロケットモーターを機動してようやく互角となる。